# Асен Бонев
Асен Бонев Стоянов (Велко) е участник в комунистическото съпротивително движение по време на Втората световна война. Български партизанин и командир на Партизански отряд „Ангел Кънчев“.

## Биография
Асен Бонев е роден на 18 юни 1906 г. в с. Варвара, Пазарджишко. Член на БКМС (1920). На 17-годишна възраст участва в Септемврийското въстание (1923). Арестуван, но е освободен поради непълнолетие.
Отбива редовна военна служба в XXVII- и Чепински пехотен полк (1924 – 1926). Член на БКП и секретар на Варварската организация от 1927 г. Осъден по ЗЗД на 1 година затвор и амнистиран (1937). Общински съветник в с. Варвара.
Участва в комунистическото съпротивително движение по време на Втората световна война. Член на бойна група. Арестуван в края на 1942 година. Преминава в нелегалност при нов арест на 3 април 1943 г. Партизанин от Партизанска чета „Кочо Чистеменски“. Командир на Партизански отряд „Ангел Кънчев“. Участва в можество бойни акции включително и в Битката при Милеви скали.
След 9 септември 1944 г. от отряда е сформирана III партизанска рота, която участва в първата фаза на войната срещу Германия.